# Melanerpes superciliaris
Melanerpes superciliaris là một loài chim trong họ Picidae.
Nó được tìm thấy ở Bahamas, Quần đảo Cayman và Cuba. Môi trường sống tự nhiên của chúng là rừng khô nhiệt đới hoặc cận nhiệt đới, rừng ẩm vùng đất thấp nhiệt đới hoặc cận nhiệt đới, nhiệt đới hoặc cận rừng ngập mặn nhiệt đới.